# Abdel Rahman Hafez
Abdel Rahman Hafez Ismail (in arabo عبد الرحمن حافظ اسماعيل‎?; Alessandria d'Egitto, 17 febbraio 1923 – West Lafayette, 29 agosto 1984) è stato un cestista egiziano.

## Carriera
Con l'Egitto ha disputato due edizioni dei Giochi olimpici (Londra 1948 e Helsinki 1952) e i Campionati mondiali del 1950.